# Hermano Patrone

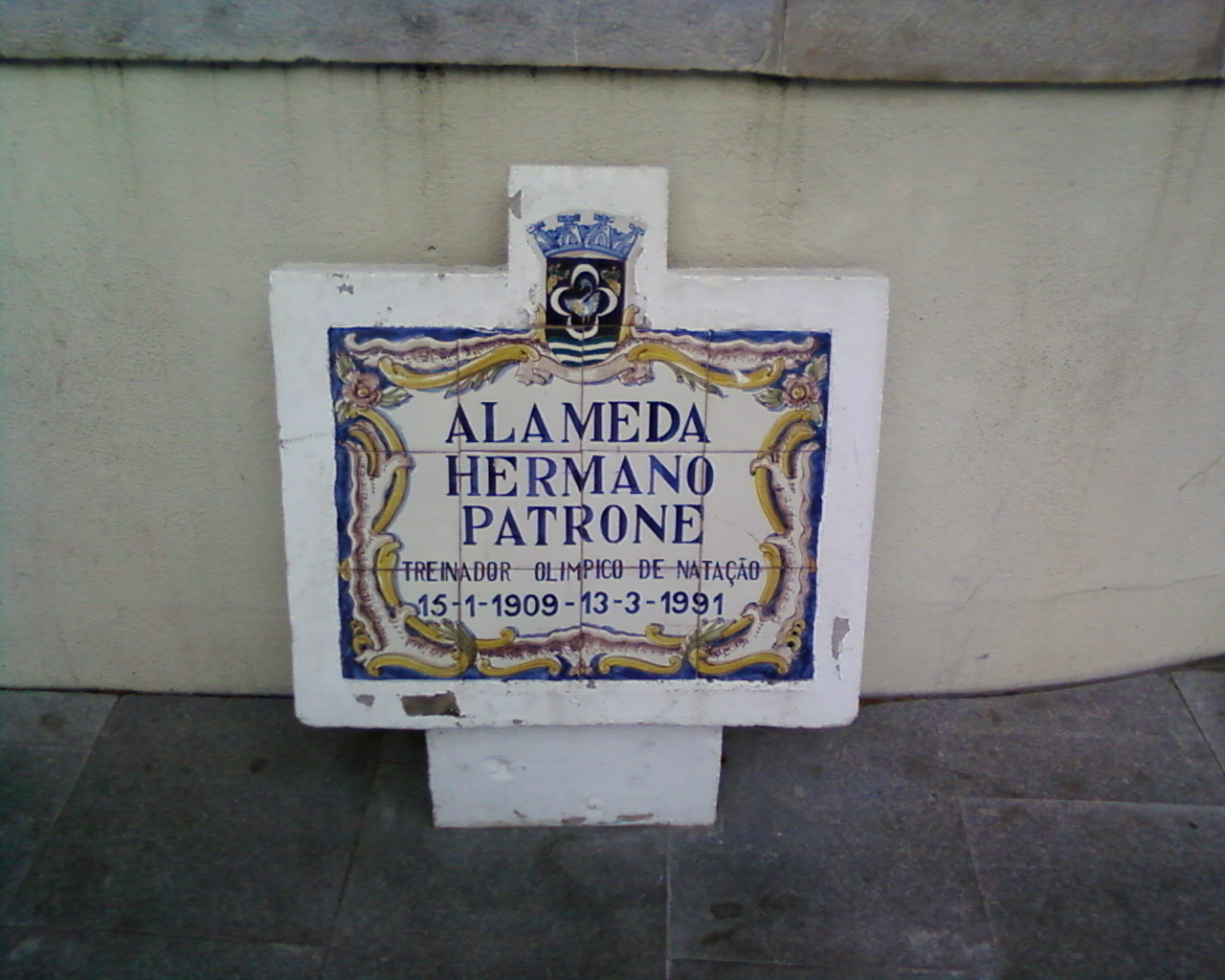
Placa de umas das principais ruas de Algés que leva o nome do nadador

Hermano Patrone (15 de Janeiro  de 1909 - † 13 de Março de 1999) foi um nadador e treinador olímpico português do século XX, homenageado com a medalha de ouro da Federação Portuguesa de Natação (a título póstumo).
Atleta da natação do Sport Algés e Dafundo, esteve ligado ao polo aquático, onde para além de jogador viria a ser treinador, com a sua estreia no Campeonato de Lisboa de 1925 contra o Sporting Clube de Portugal. Em sua memória o SAD organiza um Torneio de Pólo Aquático com o seu nome.